# Gliciphila melanops
Gliciphila melanops là một loài chim trong họ Meliphagidae.